# Jodacris ferruginea
Jodacris ferruginea är en insektsart som först beskrevs av Giglio-tos 1894.  Jodacris ferruginea ingår i släktet Jodacris och familjen gräshoppor.

## Underarter
Arten delas in i följande underarter:
- J. f. ferruginea
- J. f. boliviana
- J. f. intermedia